# Стефан Найденов
Стефан Найденов (16 август 1957 г. – 3 ноември 2010 г.), наричан по прякор Доктора или Фалкао, е български футболист, атакуващ полузащитник. В кариерата си играе за Септемврийска слава, Берое (Стара Загора), Спартак (Варна) и Черно море (Варна).

## Кариера
Играл е за Септемврийска слава (1975-1977), Берое (1977-1982), Спартак (Варна) (1982-1990, 1991-1993) и Черно море (1990-1991).
В А група има 295 мача и 77 гола (193 мача и 56 гола за Спартак и 102 мача с 21 гола за Берое). В Б група има 46 мача и 5 гола за Спартак, и 27 мача за Черно море.
Рекордьор е за Спартак по отбелязани голове в А група. Бронзов медалист през 1984 и финалист за Купата на НРБ през 1983 г. Има 6 мача и 1 гол за А националния отбор (1982-1983). Има 3 мача за Купата на националните купи.